# RosUkrEnergo
RosUkrEnergo AG (russisch РосУкрЭнерго, kurz RUE) war ein im Juli 2004 gegründetes auf Erdgas spezialisiertes Handelsunternehmen mit Sitz in Zug, Schweiz. RosUkrEnergo wurde als russisch-ukrainisches Partnerunternehmen gegründet und kauft als Zwischenhändler Erdgas in Zentralasien (Turkmenistan, Usbekistan und Kasachstan) und Russland und verkauft es in der Ukraine an das Staatsunternehmen Naftohas sowie an andere Staaten. Die Aktiengesellschaft wurde 2015 nach beendeter Liquidation gelöscht.
Die eine Hälfte der Gesellschaft gehört dem russischen Unternehmen Gazprom (über die Tochterfirma Rosgas Holding AG), die andere Hälfte der Centragas Holding AG, welche ukrainische Unternehmer, darunter Dmytro Firtasch (45 %) and Iwan Fursin (5 %), vertritt.
Ein Teil des von dem Unternehmen aus Russland importierten Gases wird auf dem Weltmarkt zu höheren Preisen weiterverkauft, daher gilt das Erdgasgeschäft für den Zwischenhändler als äusserst lukrativ. Als ukrainische Nutznießer dieser Geschäfte wurden sowohl die Umgebung des früheren Präsidenten Wiktor Juschtschenko als auch die Partei seines Nachfolgers Wiktor Janukowytsch genannt.
In der Vergangenheit kam es bereits mehrfach, etwa in den Jahren 2005/2006 und 2008/2009, aufgrund von Zahlungsverzügen durch die Ukraine, zum Stopp der russischen Erdgaslieferungen. Da ein solcher Schritt auch den Transit von Erdgas an EU-Länder betrifft, gilt das Erdgasgeschäft bzw. die russisch-ukrainischen Auseinandersetzungen um diese Frage als politisch heikel und hat auch eine große internationale Bedeutung.
Anfang des Jahres 2009 versuchte die damalige ukrainische Ministerpräsidentin Julija Tymoschenko durch Verhandlungen mit dem russischen Ministerpräsidenten Wladimir Putin, RosUkrEnergo zu liquidieren bzw. das Unternehmen aus dem Gashandel zwischen beiden Staaten auszuschalten. Das zu diesem Zeitpunkt noch im Besitz des Zwischenhändlers befindliche Erdgas im Wert von etwa 4,5 Mrd. USD ging in das Eigentum des ukrainischen Staatsunternehmens Naftohas über.
Nach dem Wahlsieg von Janukowytsch bei den Präsidentschaftswahlen in der Ukraine 2010 nahm RosUkrEnergo aber wieder die alte Rolle als Zwischenhändler ein. Im Rahmen von Verhandlungen vor einem Schiedsinstitut der Stockholmer Handelskammer, wurde Naftohas im März 2011 verpflichtet, RosUkrEnergo elf Milliarden Kubikmeter Erdgas als Ausgleich für die im Januar 2009 eingezogene Gasmenge zu übergeben.
Die ukrainische Opposition sah diesen Schritt vor allem durch die engen Verbindungen zwischen Dmytro Firtasch und der Partei von Janukowytsch begründet. Die Regierung von Janukowytsch habe Druck auf Naftohas ausgeübt und auf diese Weise erreicht, dass das Staatsunternehmen vor dem Stockholmer Schiedsinstitut erklärt habe, der Erwerb des RosUkrEnergo-Gases im Jahr 2009 sei auf nicht legale Weise zustande gekommen.